# Caecilia
Caecilia – rodzaj płazów beznogich z rodziny marszczelcowatych (Caeciliidae).

## Rozmieszczenie geograficzne
Rodzaj obejmuje gatunki występujące w Panamie i północnej części Ameryki Południowej na południe do Boliwii.

## Systematyka
Rodzaj zdefiniował w 1758 roku szwedzki przyrodnik Karol Linneusz w 10. wydaniu Systema Naturae, publikacji własnego autorstwa poświęconej systematyce zwierząt i roślin. Gatunkiem typowym jest (późniejsze oznaczenie) ślepaczek zwyczajny (C. tentaculata).

### Etymologia
- Caecilia (Coecilia, Cécilie): łac. caecilia rodzaj jaszczurki, prawdopodobnie ‘ślepy robak’, od caecus ‘robak’[7].
- Amphiumophis: rodzaj Amphiuma Garden, 1821; gr. οψις opsis, οψεως opseōs ‘wygląd, oblicze, twarz’[8]. Gatunek typowy (oznaczenie monotypowe): Amphiumophis andicola Werner, 1901 (= Caecilia tentaculata Linnaeus, 1758).

### Podział systematyczny
Do rodzaju należą następujące gatunki:

- Caecilia abitaguae Dunn, 1942
- Caecilia albiventris Daudin, 1803
- Caecilia antioquiaensis Taylor, 1968
- Caecilia aprix Fernández-Roldán & Rueda-Almonacid, 2022
- Caecilia armata Dunn, 1942
- Caecilia atelolepi Fernández-Roldán, Lynch & Medina-Rangel, 2023
- Caecilia attenuata Taylor, 1968
- Caecilia bokermanni Taylor, 1968
- Caecilia caribea Dunn, 1942
- Caecilia corpulenta Taylor, 1968
- Caecilia crassisquama Taylor, 1968
- Caecilia degenerata Dunn, 1942
- Caecilia disossea Taylor, 1968
- Caecilia dunni Hershkovitz, 1938
- Caecilia epicrionopsoides Fernández-Roldán, Lynch & Medina-Rangel, 2023
- Caecilia flavopunctata Roze & Solano, 1963
- Caecilia goweri Fernández-Roldán & Lynch, 2021
- Caecilia gracilis Shaw, 1802
- Caecilia guntheri Dunn, 1942
- Caecilia inca Taylor, 1973
- Caecilia isthmica Cope, 1877
- Caecilia leucocephala Taylor, 1968
- Caecilia macrodonta Fernández-Roldán, Lynch & Medina-Rangel, 2023
- Caecilia marcusi Wake, 1985
- Caecilia museugoeldi Maciel & Hoogmoed, 2018
- Caecilia nigricans Boulenger, 1902
- Caecilia occidentalis Taylor, 1968
- Caecilia orientalis Taylor, 1968
- Caecilia pachynema Günther, 1859
- Caecilia perdita Taylor, 1968
- Caecilia pulchraserrana Acosta-Galvis, Torres & Pulido-Santacruz, 2019
- Caecilia subdermalis Taylor, 1968
- Caecilia subnigricans Dunn, 1942
- Caecilia subterminalis Taylor, 1968
- Caecilia tentaculata Linnaeus, 1758 – ślepaczek zwyczajny[9]
- Caecilia tenuissima Taylor, 1973
- Caecilia tesoro Bock, Arroba-López, Velez-Giler, Moreira, Wiedebusch, Neira-Salamea, Wilkinson, Fuchs, Schönleitner, Rödel & Ron, 2024
- Caecilia thompsoni Boulenger, 1902
- Caecilia truncata Bock, Arroba-López, Velez-Giler, Moreira, Wiedebusch, Neira-Salamea, Wilkinson, Fuchs, Schönleitner, Rödel & Ron, 2024
- Caecilia volcani Taylor, 1969
- Caecilia wilkinsoni Fernández-Roldán & Lynch, 2023
- Caecilia yaigoje Fernández-Roldán, Medina-Rangel & Lynch, 2023